# برگه آتلانتیک
برگه آتلانتیک (به انگلیسی: Breguet Atlantic) یک هواگرد ساختِ کارخانهٔ برگه اویاسیون در کشور فرانسه است که در سال ۱۹۶۱ ساخته شد. نخستین استفاده‌کنندهٔ این هواپیما نیروی دریایی فرانسه بوده‌است. این هواگرد برای نخستین بار در ۲۱ اکتبر ۱۹۶۱ میلادی مورد استفاده قرار گرفت.